# 遠藤源六

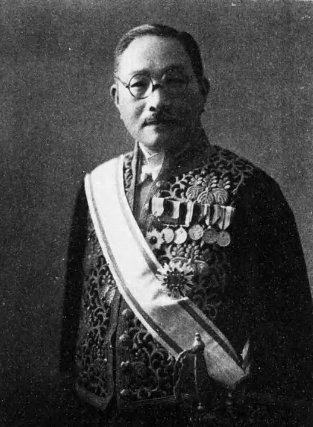
遠藤源六

遠藤 源六（えんどう げんろく、1872年9月17日（明治5年8月15日）- 1971年（昭和46年）5月13日）は、日本の海軍文官、法制官僚、法学者。行政裁判所長官、枢密顧問官、明治大学教授、法学博士。号・虚舟。

## 経歴
宮城県栗原郡、後の白幡村（現栗原市）で、遠藤佐源治の三男として生まれる。第一高等学校を経て、1900年7月、東京帝国大学法科大学法律学科（仏法）を卒業し同大学院に進む。
1900年8月、海軍省に入省し主理試補・東京軍法会議附に就任。同年11月、文官高等試験に合格。以後、海軍省参事官、兼同司法局、兼海軍大学校教官、大本営附、佐世保捕獲審検所評定官、兼海軍経理学校教官などを歴任。この間、明治大学講師を務め、1908年1月15日に法学博士号を取得した。
1913年6月、行政裁判所評定官に就任。以後、嘱託海軍大学校教授（国際法）、嘱託陸軍大学校教授（国際公法学）、兼法制局参事官、臨時法制審議会幹事、行政裁判所部長などを務め、1942年9月、行政裁判所長官に就任した。
その後、議定官を務め、1946年3月19日に枢密顧問官となり1947年5月2日の枢密院廃止まで在任した。
1948年5月から1959年3月まで明治大学教授を務め定年となり、同大名誉教授となった。

## 栄典
位階
- 1901年（明治34年）7月10日 - 従七位[5]
- 1904年（明治37年）11月11日 - 正七位[5]
- 1907年（明治40年）11月30日 - 従六位[5]
- 1911年（明治44年）11月29日 - 正六位[5]
- 1914年（大正3年）7月31日 - 従五位[5]
- 1916年（大正5年）10月10日 - 正五位[5]
- 1921年（大正10年）10月20日 - 従四位[5]
- 1926年（大正15年）11月1日 - 正四位[5]
- 1931年（昭和6年）11月16日 - 従三位[5]
- 1940年（昭和15年）12月2日 - 正三位[5]

勲章等
- 1906年（明治39年）4月1日 - 勲五等双光旭日章・明治三十七八年従軍記章[5]
- 1913年（大正2年）6月18日 - 勲四等瑞宝章[5]
- 1915年（大正4年）11月10日 - 大礼記念章（大正）[5]
- 1919年（大正8年）2月27日 - 勲三等瑞宝章[5]
- 1926年（大正15年）3月27日 - 勲二等瑞宝章[5]
- 1928年（昭和3年）11月10日 - 大礼記念章（昭和）[5]
- 1931年（昭和6年）5月1日 - 帝都復興記念章[5]
- 1936年（昭和11年）3月11日 - 勲一等瑞宝章[5]
- 1940年（昭和15年）11月10日 - 紀元二千六百年祝典記念章[5]
- 1943年（昭和18年）3月9日 - 旭日大綬章[5]

## 著作
- 『国際法要論』清水書店、1908年。
- 『刑法施行法評釈』明治大学出版部、1908年。
- 『日露戦役国際法論』明治大学出版部、1908年。
- 『戦時禁制品論』清水書店、1910年。
- 『戦争と国際法 : 軍国講話』読書会、1914年。
- 『国際法関係法規』清水書店、1922年。
- 『日本国憲法要論』明治大学出版部、1951年。
- 『国際法講義要綱』第1・第2、明治大学出版部、1955年。

## 参考資料
- 『国立公文書館所蔵 枢密院高等官履歴 第8巻』東京大学出版会、1997年。
- 秦郁彦編『日本近現代人物履歴事典』東京大学出版会、2002年。
- 『20世紀日本人名事典 あ-せ』日外アソシエーツ、2004年。

| 公職          | 公職                           | 公職            |
| ------------- | ------------------------------ | --------------- |
| 先代 三宅徳業 | 行政裁判所長官 1942年 - 1946年 | 次代 沢田竹治郎 |